# Lugatú (Ort)
Lugatú ist ein Vorort der osttimoresischen Stadt Ainaro im Suco Ainaro (Verwaltungsamt Ainaro, Gemeinde Ainaro). Sie liegt im Norden der Aldeia Lugatú in einer Meereshöhe von 915 m, an der einzigen Straße der Aldeia. Nach Osten führt sie nach  Hato-Mera und in die Stadt Ainaro, nach Westen in den Suco Mau-Ulo und das Dorf Pader. Ein Zufluss des Kilelo verläuft östlich des Dorfes. Der Kilelo ist ein Quellfluss des Belulik.